# Hulas
Hulas est une localité indienne située dans le district de Saharanpur dans l'État de l'Uttar Pradesh. C'est un site archéologique de la période tardive de la civilisation de la vallée de l'Indus.

## Importance historique
Hulas est l'un des 70 sites appartenant à la culture chalcolithique de Doab, qui sont situés principalement le long des rives supérieures des affluents de la Yamuna, qui sont la rivière Hindon, la Krishni, la Kathanala et la Maskara.
La plupart des habitats observés sur ces sites ont une petite superficie, le plus grand mesurant 200 m sur 200 m, et trois de ces sites ont été fouillés : Hulas, Alamgirpur et Bargaon. Pour ce qui concerne Hulas, c'est un site de la civilisation de la vallée de l'Indus considéré comme harappéen tardif, dont l'occupation remonte à 2000 av. J.-C. et qui semble avoir continué jusqu'en 1000 av. J.-C..

## Architecture
Le site présente des infrastructures de maisons rectangulaires en terre battue avec des sols en pisé, comportant des trous de poteaux et des foyers identifiés dans la partie la plus ancienne. Dans la période intermédiaire, des groupes de deux ou trois structures circulaires comme des bacs de stockage ou petits silos sont mis au jour à l'intérieur de plusieurs maisons rectangulaires en terre. Cinq fours ronds sont aussi découverts dans certaines infrastructures appartenant à la phase la plus récente du site.

## Objets archéologiques découverts
Les artéfacts (objets archéologiques) découverts sur le site de Hulas sont une poterie faite à la main ou au tour avec des motifs géométriques ou naturalistes peints en noir, des lames de silex, des pointes en os, etc.. Plusieurs sceaux en terre cuite avec des inscriptions sont également retrouvés sur le site de Hulas.

## Activité agricole
Le haricot de kulthi (Macrotyloma uniflorum), le pois de vache d'origine africaine, les noix, l'avoine, le linteau, les pois, les pois chiches, le ragi, le riz sauvage et cultivé étaient cultivés à Hulas. Des fruits du figuier des pagodes (ficus religiosa) sont également retrouvés sur le site.